# Rudno (Słowacja)
Rudno (węg. Turócrudnó) – niewielka wieś i gmina (obec) w powiecie Turčianske Teplice, kraju żylińskim, w północno-centralnej Słowacji. Znajduje się w Kotlinie Turczańskiej u podnóży gór Żar nad Rudniańskim Potokiem. 
Wieś po raz pierwszy wzmiankowana w roku 1343 pod nazwą Rudna. Stojący tu kiedyś drewniany kościółek z XV w., przebudowany w XVIII w., z XVII-wiecznym ołtarzem, został przeniesiony do skansenu (słow. Múzeum slovenskej dediny) w Martinie.

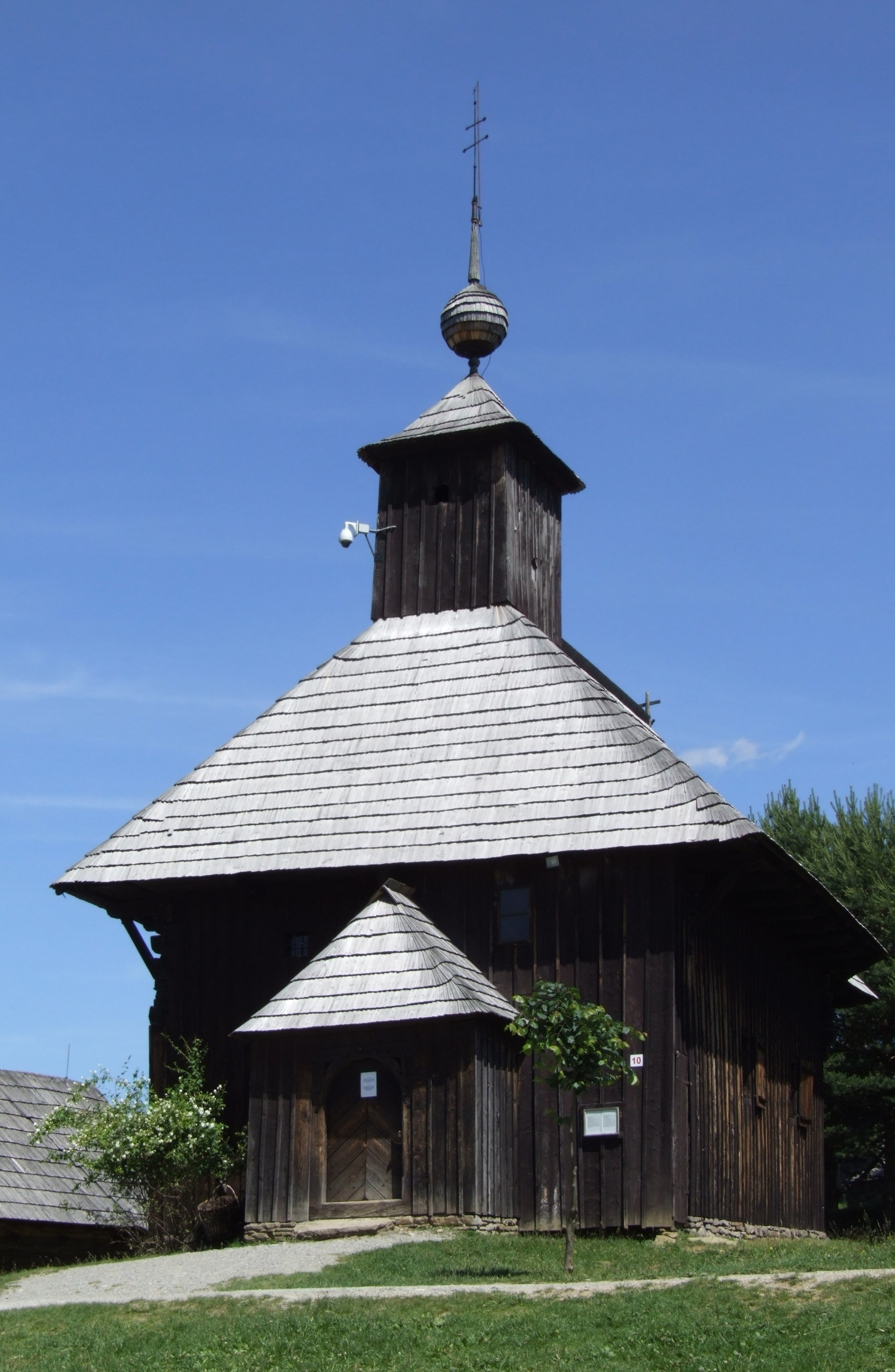
Drewniany kościół z Rudna, obecnie znajdujący się w skansenie w Martinie